# Campeonato de Francia de Rugby 15 1926-27
El Campeonato de Francia de Rugby 15 1926-27 fue la 31.ª edición del Campeonato francés de rugby, la principal competencia del rugby galo.
El campeón del torneo fue el equipo de Toulouse quienes obtuvieron su sexto campeonato.

## Desarrollo

### Segunda Fase
| Equipo      | Puntos   |
| ----------- | -------- |
| Toulouse    | 8 puntos |
| Carcassone  | 8 puntos |
| Racing      | 5 puntos |
| UA Libourne | 3 puntos |

| Equipo     | Puntos   |
| ---------- | -------- |
| Pau        | 9 puntos |
| Stadoceste | 7 puntos |
| Albi       | 5 puntos |
| Béziers    | 3 puntos |

| Equipo       | Puntos   |
| ------------ | -------- |
| SA Bordeaux  | 8 puntos |
| US Perpignan | 7 puntos |
| Cognac       | 5 puntos |
| Quillan      | 4 puntos |

| Equipo         | Puntos   |
| -------------- | -------- |
| Stade Français | 7 puntos |
| Lézignan       | 7 puntos |
| Narbonne       | 7 puntos |
| Grenoble       | 3 puntos |

### Semifinal
| mayo de 1927 | Toulouse | 34 - 9 | SA Bordeaux |  |  |

| mayo de 1927 | Pau | 0 - 12 | Stade Français |  |  |

### Final
| 29 de mayo de 1927 | Toulouse | 19 - 9  | Stade Français | Stade des Ponts Jumeaux, Toulouse |  |
|                    |          | Reporte |                |                                   |  |

| Bandera de Francia |
| Campeón Toulouse   |
| Sexto título       |